# Bitwa pod Maclodio
Bitwa pod Maclodio rozegrała się w okolicach Brescii 12 października 1427 r. między wojskami weneckimi i florenckimi a armią Mediolanu.
Siły mediolańskie księcia Viscontiego były dowodzone przez kondotierów Karola Malatestę, Niccolò Piccinino, Angelo della Pergola, Guido Torello i Franciszka Sforzę. Przeciw nim wystąpiła armia ligi złożonej z wojsk Wenecji, Florencji i Sabaudii dowodzona przez Francesco Bussone zwanego Conte di Carmagnola.
Otrzymawszy informację, że wojska mediolańskie w sile 5000 piechoty i 14000 jazdy rozbiły obóz w pobliżu Maclodio, Carmagnola zdecydował się zaatakować. Armia mediolańska, której wodzowie byli skłóceni, nie zdążyła przyjąć szyku, gdy Carmagnola zaatakował. Udał, że atakuje Urago d’Oglio, zaszedł Mediolańczyków od strony odsłoniętego skrzydła i uderzył siłami piechoty i częścią jazdy. Wojsko mediolańskie dostrzegło niebezpieczeństwo okrążenia i zaczęło się wycofywać. Ten manewr przerodził się wkrótce w paniczną ucieczkę w kierunku Orzinuovi. Sforza próbował stawiać opór, ale musiał się wycofać w kierunku Soncino. Malatesta został schwytany przez Wenecjan.
Efektem bitwy były ustalenia polityczne, mocą których Brescia przeszła we władanie Wenecji trwające trzysta lat.
Alessandro Manzoni przywołał wydarzenie, jakim była bitwa pod Maclodio w swoim dziele Il Conte di Carmagnola. Bitwa ta jest przypominana co pięć lat w inscenizacji historycznej, w której używane są ubiory i broń z tamtej epoki.